# Alois Brandhofer
Alois Brandhofer (Austrija, 1951.), austrijski klarinetist.
Studij klarineta završava kod Rudolfa Jettela u Beču. Godine 1976. bilježi zapažene nastupe na velikom međunarodnom natjecanju klarinetista u Genevi. S 18 godina postaje solo-klarinetist Bečkih simfoničara u kojima djeluje sve do 1986. godine, kada postaje solo-klarinetist Berlinske filharmonije. 1992. godine postaje članom Okteta Berlinske filharmonije u kojem djeluje i danas. S Triom Berlin, čiji je suosnivač, dobiva europsku nagradu za komornu glazbu (Venecija, 1997.). Brandhofer je također član renomiranog Ensemble des 20. Jahrhunderts.
Kao solist i komorni glazbenik nastupao je u vodećim centrima Europe, Japana i SAD-a. Gost je na Salzburškim svečanim igrama, Berlinskom i Bečkom festivalu, a majstorske tečajeve drži u Salzburgu, Beču, Švedskoj, Italiji, Japanu i Brazilu.
Od godine 1992. u statusu je redovnog profesora na Universitetu Mozarteum u Salzburgu.
Poznat po svom tamnom tonu, Brandhofer spada u red najistaknutijih klarinetista na njemačkom sistemu u drugoj polovici 20. stoljeća. Kao pedagog, odgojio je cijeli niz uspješnih glazbenika poput M.Bekavca, T.Asai, G.V.Buonomana, L.A.Ivova, M.Paara, M.Pavlović i W.Steidla.